# 배분 효율성
배분 효율성(영어: Allocative efficiency)은 소비자 및 생산자의 선호도와 생산이 일치하는 경제 상태를 의미한다. 특히, 사회의 사회적 복지를 극대화하도록 산출량이 선택된다. 이는 모든 생산된 재화나 서비스의 한계 편익이 생산의 한계 비용과 같거나 그 이상일 때 달성된다.

## 설명
경제학에서 배분 효율성은 사회에 최적인 생산 가능 곡선상의 지점에서 생산하는 것을 의미한다.
계약이론에서는 배분 효율성이 제안하는 당사자가 요구하는 기술과 동의하는 당사자의 기술이 동일한 계약에서 달성된다.
자원 배분 효율성은 두 가지 측면을 포함한다:
1. 거시적 측면에서는 사회 전체의 경제 시스템 배열을 통해 달성되는 사회적 자원의 배분 효율성이다.
2. 미시적 측면은 자원의 효율적인 사용으로, 조직의 생산 효율성으로 이해될 수 있으며, 조직 내 혁신과 발전을 통해 향상될 수 있다.

배분 효율성의 개념에 대한 다양한 평가 기준이 있지만, 기본 원칙은 어떤 경제 시스템에서든 자원 배분 선택이 평가되는 선택에 비해 "승자"와 "패자"를 모두 발생시킨다는 것을 주장한다. 합리적 선택, 개별 극대화, 공리주의 및 시장 이론의 원칙들은 승자와 패자를 위한 결과가 식별, 비교 및 측정될 수 있다고 추가적으로 가정한다. 이러한 기본 전제하에, 배분 효율성을 달성하는 목표는 일부 할당이 다른 할당보다 주관적으로 더 낫다는 원칙에 따라 정의될 수 있다. 예를 들어, 경제학자는 정책 변경이 배분적 개선이라고 말할 수 있는데, 이는 변경으로 이득을 보는 사람들(승자)이 손해를 보는 사람들(패자)보다 더 많은 이득을 얻는 한 그렇다(칼도-힉스 효율성 참조).
배분 효율적인 경제는 상품의 "최적 조합"을 생산한다.:9 기업은 완전 시장에서 가격이 한계 비용과 같을 때(즉, P = MC일 때) 배분 효율적이다. 수요 곡선은 추가 단위의 (사적) 편익을 측정하는 한계효용 곡선과 일치하며, 공급 곡선은 추가 단위의 (사적) 비용을 측정하는 한계 비용 곡선과 일치한다. 완전 시장에서는 외부 효과가 없으므로, 수요 곡선은 추가 단위의 사회적 편익과도 같고, 공급 곡선은 추가 단위의 사회적 비용을 측정한다. 따라서 수요와 공급이 만나는 시장 균형점은 한계 사회적 편익과 한계 사회적 비용이 같아지는 지점이기도 하다. 이 지점에서 순사회적 편익이 극대화되므로, 이는 배분 효율적인 결과이다. 시장이 자원을 효율적으로 배분하지 못할 때 시장 실패가 발생했다고 한다. 시장 실패는 불완전한 지식, 차별화된 상품, 집중된 시장력 (예: 독점 또는 과점), 또는 외부 효과로 인해 발생할 수 있다.
단일 가격 모델에서 배분 효율성의 지점에서는 가격이 한계 비용과 같다. 이 지점에서 사회적 잉여가 극대화되며 사중손실이 없다 (후자는 생산된 산출 수준에 대해 사회가 부여하는 가치에서 해당 수준을 달성하는 데 사용된 자원의 가치를 뺀 값이다). 배분 효율성은 시장과 공공 정책이 사회 및 하위 집단에 미치는 영향을 측정하여 더 좋거나 나쁘게 만드는지 평가하는 복지 분석의 주요 도구이다.
배분 효율성 없이도 파레토 최적을 달성할 수 있다. 이러한 상황에서는 누군가 이득을 얻고 아무도 손해를 보지 않도록 자원을 재배분하는 것이 불가능하지만(따라서 파레토 효율성을 가짐), 이득을 얻는 사람이 손해를 보는 사람보다 더 많이 이득을 얻도록 재배분하는 것은 가능하다(따라서 그러한 재배분을 통해 배분 효율성을 갖지 않음).:397
또한 생산 맥락에서 다양한 유형의 배분 효율성과 그 추정에 대한 광범위한 논의는 시클스와 젤레뉵 (2019, 3장 등)을 참조하라.
파레토 효율성 측정 방법은 인적 및 물적 자원의 활용을 포함하여 실제 운영에서 사용하기 어렵고, 완전한 범위의 효율성 배분을 달성하기 어렵기 때문에 주로 자금 배분에서 판단을 내린다. 따라서 자본 시장에서 자금의 배분 효율성을 분석하는 데 사용된다.
완전 경쟁 시장에서 자본 시장 자원은 최고의 한계 편익 원칙에 따라 자본 시장 간에 배분되어야 한다. 따라서 자본 시장에서 가장 중요한 측정 기준은 자본이 가장 효율적인 운영을 하는 기업으로 흘러 들어가는지 여부를 관찰하는 것이다. 가장 효율적인 기업은 또한 많은 자본 투자를 받아야 하고, 덜 효율적인 기업은 적은 자본 투자를 받아야 한다.
파레토 효율성에는 세 가지 조건이 따른다.
최상의 거래 결과
다시 거래하더라도 개인이 더 큰 이득을 얻을 수 없다. 이때 어떤 두 소비자에게든 어떤 두 상품의 한계대체율이 동일하며, 두 소비자의 효용이 동시에 극대화된다.
최적 생산
이 경제는 자체 생산 가능 곡선 경계에 있어야 한다. 이때 서로 다른 제품을 생산하는 어떤 두 생산자에게든 투입해야 하는 두 생산 요소의 한계기술대체율이 동일하며, 두 소비자의 산출량이 동시에 극대화된다.
최적 제품 조합
경제가 생산하는 제품 조합은 소비자 선호도를 반영해야 한다. 이때 어떤 두 상품 간의 한계대체율은 이러한 두 상품 간의 어떤 생산자의 한계 제품 전환율과 같아야 한다.

## 사례

### 배분 효율성의 수치적 사례
배분 효율성은 소비자의 선호도를 고려하여 재화와 서비스가 최적으로 배분될 때 발생한다. 가격이 생산의 한계 비용과 같을 때 배분 효율성은 산출량 수준에 있다. 이는 재화의 한계 효용이 한계 비용과 같을 때 최적 배분이 달성되기 때문이다. 소비자가 지불하고자 하는 가격은 소비자의 한계 효용과 동일하다.

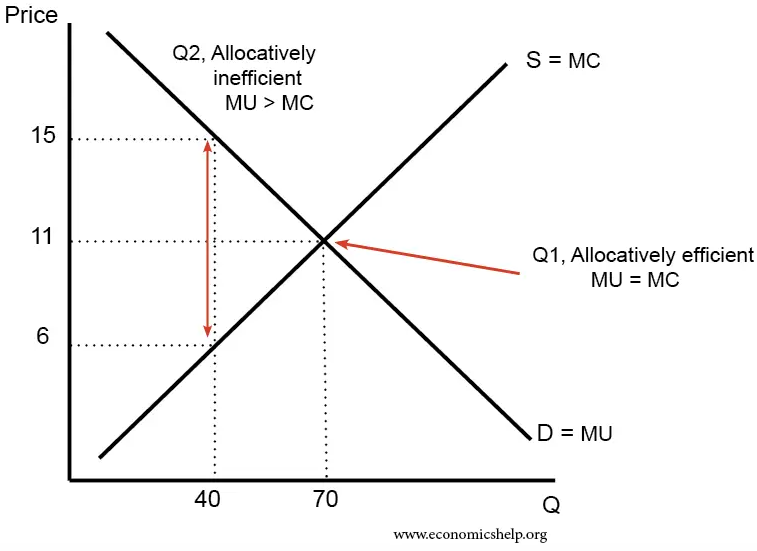
배분 효율성 사례

그래프에서 40의 산출량에서 재화의 한계 비용은 6달러인 반면 소비자가 지불하고자 하는 가격은 15달러임을 알 수 있다. 이는 소비자의 한계 효용이 한계 비용보다 높다는 것을 의미한다. 최적 산출량 수준은 한계 비용과 한계 효용이 같은 70이다. 40의 산출량에서 이 제품 또는 서비스는 사회적으로 과소 소비되고 있다. 산출량을 70으로 늘리면 가격은 11달러로 떨어진다. 한편, 사회는 더 많은 재화나 서비스를 소비함으로써 이득을 얻을 것이다.

### 배분 비효율성의 사례
시장력을 가진 독점 기업은 초과 이윤을 얻기 위해 가격을 인상할 수 있다. 독점 기업은 생산 한계 비용보다 높은 가격을 설정할 수 있다. 이 경우 배분은 효율적이지 않다. 이는 사회 전체에 사중 후생 손실을 초래한다. 실제 생활에서 정부의 독점 기업에 대한 개입 정책은 배분 효율성에 영향을 미칠 것이다. 더 효율적이거나 더 나은 제품을 가진 대규모 하위 기업은 일반적으로 다른 기업보다 경쟁력이 더 높다. 이들이 얻는 도매 가격은 경쟁사보다 훨씬 낮다. 이는 배분 효율성을 향상시키는 데 도움이 된다. 인더스트와 셰퍼(2009)는 가격 금지가 배분 효율성을 감소시키고 모든 기업의 도매 가격을 높일 것이라고 밝혔다. 더 중요하게는, 사회 복지, 산업 이윤, 소비자 잉여 모두 감소할 것이다.

## 같이 보기
- 금융 시장 효율성
- 파레토 최적
- 생산가능곡선
- 생산 효율성
- X-비효율